# Kids' Choice Awards México
Pour les articles homonymes, voir KCA.
Les Kids' Choice Awards México (KCA México), est une cérémonie de remise de récompenses mexicaine annuelle diffusée à la télévision par la compagnie Nickelodeon et créé en 2010. C'est la version latino-américaine de Nickelodeon Kids' Choice Awards.
Cette cérémonie récompense des personnalités et des œuvres des mondes de la musique, de la télévision, du sport, du cinéma et autres, en se basant sur leur popularité auprès des enfants, qui sont les seuls votants.

## Présentateurs
| Année | Nom                        |
| ----- | -------------------------- |
| 2010  | Anahí Puente Omar Chaparro |
| 2011  | Danna Paola Brian Amadeus  |
| 2012  | Jaime Camil                |
| 2013  | Jaime Camil                |